# 탈랄라
《탈랄라》는 개그맨 겸 가수 박명수가 2005년 발매한 정규 4집 음반이다.
타이틀 곡〈탈랄라〉의 원곡은 스웨덴의 가수 건터(Gunther)의 '딩동송'(ding dong song)이다. 리메이크하면서, 박명수가 개사를 하였다. 탈랄라 뮤직비디오에는 노홍철이 우정 출연하였다.

## 수록곡
| #             | 제목                       | 작사          | 작곡          | 편곡          | 재생 시간 |
| ------------- | -------------------------- | ------------- | ------------- | ------------- | --------- |
| 1.            | 〈"탈랄라"〉               | 박명수        | 외국곡        | 외국곡        | 3:33      |
| 2.            | 〈"We Love 독도"〉         | 임용수        | 이주호        | 이주호        | 3:42      |
| 3.            | 〈"바보야"〉               | 신동우        | 신동우        | 이주호        | 3:55      |
| 4.            | 〈"바다의 왕자"〉          | 임용수        | 이주호        | 이주호        | 4:06      |
| 5.            | 〈"Two Face"〉             | 주원민        | 유승범        | 유승범        | 3:40      |
| 6.            | 〈"Happening"〉            | 주원민        | 유승범        | 유승범        | 3:36      |
| 7.            | 〈"바보사랑"〉             | 주원민        | 송재우        | 송재우        | 3:50      |
| 8.            | 〈"너와의 이별"〉          | 주원민        | 김대희        | 김대희        | 3:24      |
| 9.            | 〈"이유 아닌 이유"〉       | 주원민        | 최성빈        | 최성빈        | 3:28      |
| 10.           | 〈"바보야 (Remix)"〉       | 신동우        | 신동우        | 이주호        | 3:54      |
| 11.           | 〈"탈랄라 (Remix)"〉       | 박명수        | 외국곡        | 외국곡        | 4:12      |
| 12.           | 〈"We Love 독도 (Remix)"〉 | 임용수        | 이주호        | 이주호        | 3:52      |
| 총 재생 시간: | 총 재생 시간:              | 총 재생 시간: | 총 재생 시간: | 총 재생 시간: | 45:12     |